# Sun Yuan & Peng Yu

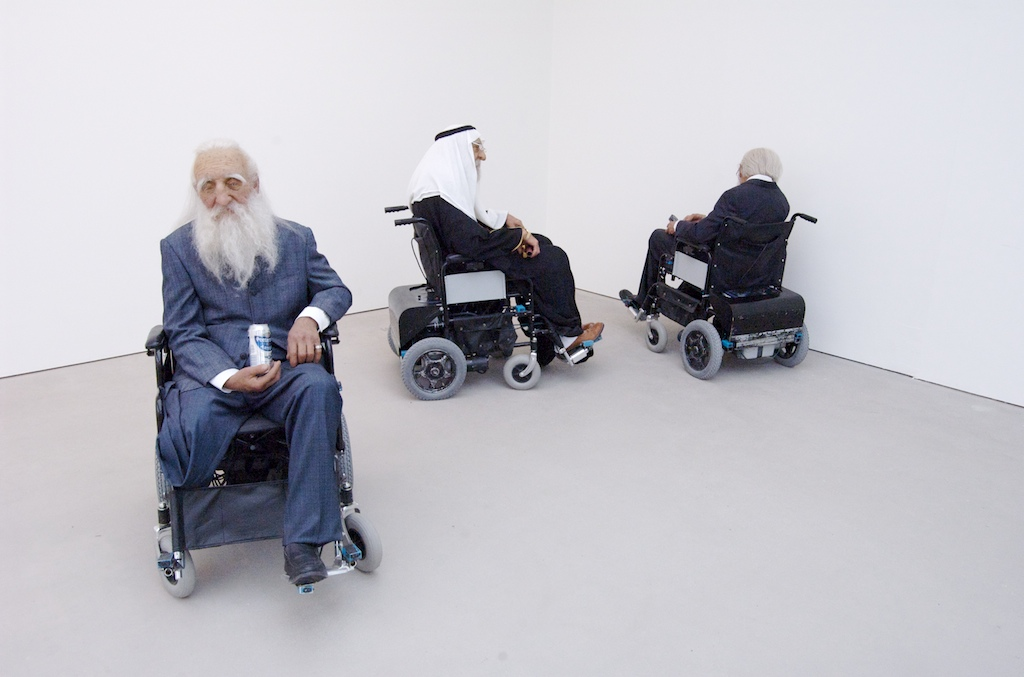
Old persons home (Dom starych ludzi) – Sun Yuan & Peng Yu, Saatchi Gallery, Londyn

Sun Yuan (ur. 1972) i Peng Yu (ur. 1974) – duet artystów żyjących i tworzących wspólnie w Pekinie.  
Sun urodził się w Pekinie, a Peng w Heilongjiang. Są artystami współczesnymi których prace mają opinie kontrowersyjnych – w przeszłości wykorzystywali żywe zwierzęta w swoich instalacjach
Jako swój wkład podczas Biennale w Wenecji w 2005 roku, duet ten zaprosił chińskiego farmera Du Wenda, aby zaprezentował wykonane przez niego UFO w chińskim pawilonie.
W 2001 roku zdobyli nagrodę Chińska Sztuka Współczesna.

## Wybrane ekspozycje
Indywidualne
2005
Higher: An Installation by Sun Yuan & Peng Yu, F2 Gallery, Beijing
Higher: An installation by Sun Yuan & Peng Yu, Fabien Fryns Fine Arts, Marbella
Grupowe
2009
Unveiled: New Art Fom The Meaddle East, Saatchi Gallery, Londyn, Wielka Brytania
2008
Avant -garde China: Twenty Years of Chinese Contemporary Art, NMAO National Museum of Art Osaka, Osaka
Fear – Wedel Fine Art, London (England)
The Revolution Continues: New Art from China – The Saatchi Gallery, London (England)
Mediation Biennale 08, Poznań, Polska
Avant-garde China: Twenty Years of Chinese Contemporary Art, The National Art Center Tokyo, Tokyo
New World Order – Contemporary Installation Art and Photography from China, Groninger Museum, Groningen
Cina contemporanea. Arte fra identità e trasformazioni, Palazzo delle Esposizioni, Rome
2006
Liverpool Biennial, Tang Contemporary Art, Liverpool, Wielka Brytania
Double-sound cracker Tang Contemporary Art – Beijing, Beijing
Jiang Hu, Jack Tilton Gallery, New York City, NY
Jiang Hu, Roberts & Tilton, Culver City, CA
2005
Biennale w Wenecji
Mahjong: Chinese Contemporary Art from Uli Sigg Collection, Art Museum Bern, Szwajcaria
2004
Between Past and Future:  New Photography and Video From China,  Seattle Art Museum, Seattle, USA
Australia:  Asia Traffic, Asia-Australia Arts Centre
The Virtue and the Vice:  le Moine et le Demon, Muzeum Sztuki Współczesnej, Lyon, Francja
All Under Heaven:  Ancient and Contemporary Chinese Art, The Collection of the Guy and Myriam Ullens Foundation, MuHKA Museum of Contemporary Art,  Antwerpia, Belgia
5th Gwangju Biennal 2004 – A Grain of Dust A Drop of Water – Gwangju Biennale, Gwangju
2003
Second Hand Reality:  Post Reality, Today Art Museum, Pekin, Chiny
2001
Get Out of Control, Berlin, Niemcy
Yokohama 2001 International Triennial of Contemporary Art, Yokohama, Japonia